# Lesley Williams
Lesley Merle Williams (Mackay, Australia, 23 de diciembre de 1932-Brisbane, Australia, 5 de abril de 2016) fue una científica y académica de la Universidad de Queensland y pionera en el campo de la citogenética humana.

## Biografía
Lesley Merle Williams nació el 23 de diciembre de 1932 en Mackay, Queensland. Estudió en la Newmarket State School y en la Central Practising School, así como en la Brisbane State High School. Lesley fue co-capitana del Brisbane State High School en 1950. Quedó segunda del estado de Queensland en los exámenes de bachillerato de 1950, lo que le valió una beca para cursar estudios en la Universidad de Queensland.
Williams se licenció con matrícula de honor en 1956. Siguió estudiando y se licenció en 1959. Tras su graduación, trabajó en el Departamento de Bacteriología y, más tarde, en el Departamento de Anatomía de la Universidad de Queensland, donde fue nombrada profesora en 1963.

## Carrera
Williams obtuvo su licenciatura en 1964, en el Australian College of Theology, entre su trabajo como profesora en la Universidad. Fue directora de la unidad de citogenética entre 1963 y 1969. Como tal, investigó en genética, histoquímica y embriología del intestino grueso humano y publicó varios artículos. Descubrió una nueva forma de la enzima fosfatasa alcalina en el intestino grueso. Se doctoró en 1974.
Williams se licenció en 1978. Se interesó por la historia de la medicina, y publicaría sobre su historia en Queensland durante varios años. Entre sus publicaciones figuran:
- No hay camino fácil : la vida y la época de Lilian Violet Cooper MD, FRACS (1861-1947), la primera mujer cirujana de Australia ( 1991)
- Tierra de nadie : una historia del segundo Hospital de Mujeres de Australia (1997)
- Las hijas de Hygeia: mujeres pioneras en las ciencias de la salud en Queensland (1997)
- No hay mejor profesión: mujeres médicas en Queensland de 1891 a 1999 (2007).

En 1987, Williams viajó al Reino Unido para realizar una investigación en la Universidad de Bristol . Mientras estuvo en Bristol, produjo un video interactivo: un atlas de histología, que presenta 1000 diapositivas de histología recopiladas de su colección personal de recursos didácticos. El video fue lanzado comercialmente.
Williams fue ascendida a profesora del Departamento de Ciencias Anatómicas de la Universidad de Queensland en 1992. En 1995 fue condecorada con la Orden de Australia (AM) por sus servicios a la enseñanza de la medicina.
Williams se retiró a Tamborine Mountain, Queensland. Desempeñó diversos cargos en su iglesia de Tamborine y en la catedral de San Juan de Brisbane.
Lesley Williams murió en Brisbane, Queensland, el 5 de abril de 2016.

## Afiliaciones
Miembro Fundador de la Asociación de Antiguos Alumnos de la UQ
- Real Sociedad Histórica de Queensland[5]
- Girls Friendly Society (anglicana)[1]

## Premios
- 1989 Premio a la Excelencia en la Enseñanza de la Universidad de Queensland
- 1992 Premio Vicecanciller
- 1995 - Miembro de la Orden de Australia por servicios a la educación médica
- 2007 - Premio AMA de Distinción